# Adam Weishaupt

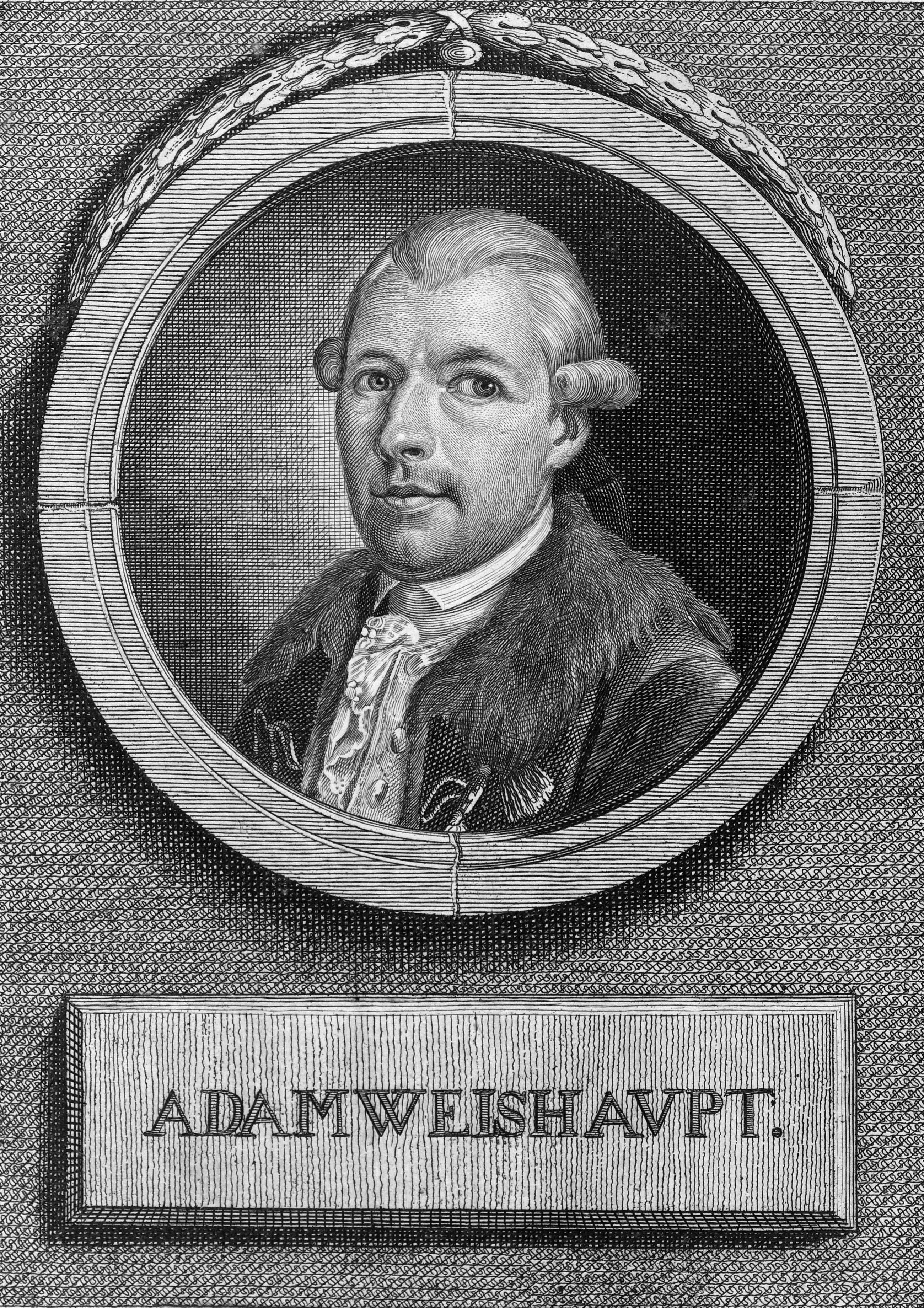
Adam Weishaupt

Johann Adam Weishaupt (* 6. Februar 1748 in Ingolstadt; † 18. November 1830 in Gotha) war ein deutscher Rechtswissenschaftler, Freimaurer, Autor, Hochschullehrer und Philosoph. Er gründete den Illuminatenorden. Als Gegner der Jesuiten wurde der Aufklärer in seinen religiösen und politischen Ansichten zunehmend liberal. Er favorisierte den Deismus und den Republikanismus.

## Leben

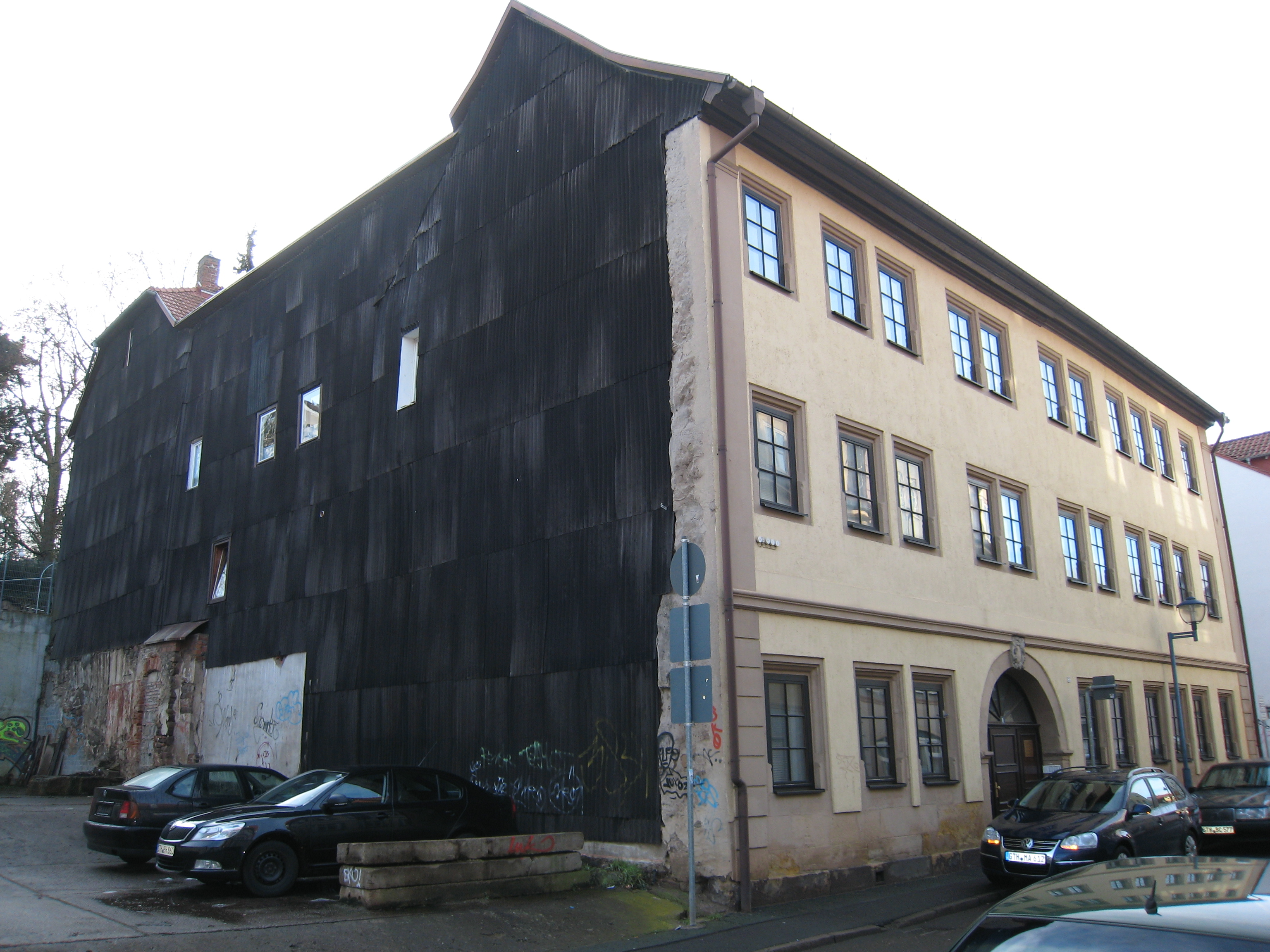
Das Haus „Zur Engelsburg“ in der Siebleber Straße 8, von 1787 bis zu seinem Tode Weishaupts Wohnsitz in Gotha

Weishaupt wuchs in Ingolstadt auf. Sein Vater Johann Georg Weishaupt war Professor für Rechtswissenschaft. Früh verwaist, wurde er von Christian Wolffs Schüler Johann Adam von Ickstatt adoptiert und im Geiste der aufgeklärten Wolff’schen Philosophie erzogen. Der junge Weishaupt besuchte das Jesuitenkolleg Ingolstadt. Mit 15 Jahren verließ er diese Schule und studierte an der Universität Ingolstadt Geschichte, Rechte, Staatswissenschaften und Philosophie. 1768 wurde er zum Doktor der Philosophie promoviert, 1772 wurde er außerordentlicher Professor der Rechte und 1773 ordentlicher Professor für Kirchenrecht in Ingolstadt.
Weishaupt entwarf um 1775 das Programm einer Schule der Menschheit, das jedoch unausgeführt blieb. Am 1. Mai 1776 gründete er den Bund der Perfektibilisten (Bienenorden), der später als die Illuminaten bekannt wurde. Ihre Mission war die Entfaltung der Moral und Tugend sowie die Gründung einer Vereinigung guter Menschen, um dem Voranschreiten des Bösen zu begegnen. Der wirkliche Charakter der Gesellschaft bestand in einem ausgeklügelten Erziehungssystem, um die Tugend und Sittlichkeit zu befördern und den absolutistischen Staat durch Unterwanderung überflüssig zu machen. Im Orden verwendete Weishaupt den Geheimnamen Spartacus. Durch den Beitritt des Freiherrn Adolph Knigge 1780 (Ordensname: Philo) erfuhr der Illuminatenorden bald reichsweite Verbreitung, wobei Knigge neue Mitglieder besonders in den Reihen der Freimaurer anwarb.
Weishaupt selbst wurde erst 1777 Freimaurer in der Loge „Zur Behutsamkeit“ in München und trug hier den Ordensnamen ‚Sanchoniaton‘. Diesen Namen änderte er jedoch nach der Aufdeckung des Illuminatenordens in Bayern in ‚Cocyrus‘ und er verwendete auch wahlweise den Namen ‚Scipio Aemilianus‘. Zusammen mit Franz Xaver von Zwack begann er darauf hinzuarbeiten, sein System des Illuminatenordens auf eine freimaurerische Grundlage zu stellen. Sie verschafften sich über den Marchese di Constantin Costanzo ein Patent der Berliner Großloge Royal York für die Münchner Loge Theodor zum guten Rat, erklärten diese daraufhin für unabhängig und überführten sie in den Illuminatenorden.
Nachdem die Gesellschaft 1784 von der bayerischen Regierung verboten worden war, verlor Weishaupt seine Anstellung an der Universität von Ingolstadt: Er wurde im Februar 1785 vom Dienst suspendiert, nachdem er mehrmals verlangt hatte, die Universitätsbibliothek solle den Dictionnaire historique et critique von Pierre Bayle und die Werke von Richard Simon in ihren Bestand aufnehmen. Er floh zunächst nach Regensburg, wo seit 1767 die Freimaurerloge Zu den drei Schlüsseln existierte, die erst 1795 aufgelöst wurde. Damals galt die protestantische Freie Reichsstadt Regensburg, die im Laufe des 18. Jahrhunderts viele aus Bayern und Österreich geflüchtete Protestanten aufgenommen hatte und in der Katholiken kein Bürgerrecht hatten, als ein Hort der Glaubensfreiheit, der Toleranz und der Wissenschaft.
Herzog Ernst II. (Sachsen-Gotha-Altenburg) (seit 1783 Mitglied der Illuminaten unter dem Ordensnamen ‚Quintus Severus‘ bzw. ‚Timoleon‘) gewährte ihm in Gotha Asyl, wo Weishaupt von 1786 (1787?) an mit dem Titel und der Pension eines Hofrates lebte. Hier schrieb er eine Serie von rechtfertigenden Arbeiten über den Orden, darunter Vollständige Geschichte der Verfolgung der Illuminaten in Bayern (1785), Schilderung der Illuminaten (1786), Apologie der Illuminaten (1786) und Das verbesserte System der Illuminaten mit allen seinen Einrichtungen und Graden (1787).
1808 wurde er zum auswärtigen Mitglied der Bayerischen Akademie der Wissenschaften ernannt. Die Initiative für seine Ernennung ging von Montgelas aus. Mit ihm stand Weishaupt in regelmäßigem brieflichem Kontakt. Für die Akademie spielte Weishaupt insoweit eine gewichtige Rolle, als sein radikal-aufklärerisches Gedankengut von vielen Akademiemitgliedern geteilt
wurde.
Ab 1817 setzte sich Weishaupt nach dem Vorbild Englands für ein großzügiges Geld- und Kreditsystem, auch zur Finanzierung erhöhter Staatsausgaben, ein.
Weishaupt starb nach längerer Krankheit am 18. November 1830 nachmittags ½ 5 Uhr in Gotha, wo er drei Tage später auf dem 1883 geschlossenen Friedhof II neben seinem früh verstorbenen Sohn Wilhelm beerdigt wurde. Nach ihm fanden auch seine Ehefrau Anna Maria sowie die Töchter Nanette und Charlotte hier ihre letzte Ruhestätte. Der bei der Beräumung des Friedhofes im Jahre 1969 verschwundene Grabstein Weishaupts trug, wie Fotos zeigen, weder Geburts- noch Sterbedaten, sondern lediglich die Inschrift:
In Gotha existiert noch immer sein einstiges Wohnhaus in der Siebleber Straße 8. In Ingolstadt erinnert heute nur noch eine Gedenktafel an dem Gebäude, in dem sich der Versammlungssaal der Illuminaten befand, an den Orden. Das Gebäude befindet sich in der Theresienstraße 23, mitten in der heutigen Fußgängerzone der Stadt.

## Familie
Weishaupt war seit 1773 verheiratet mit Anna Maria Sausenhofer (gest. 1846). Er hatte mit ihr sieben Kinder:
- Wilhelm Damianus (1784–1802)
- Franz Eduard (1786–1864)
- Carl Romanus (1787–1853)
- Ernst Ferdinand Gottfried (geb. 1789)
- Nanette (1790–1853)
- Charlotte Mariane (1792–1867)
- Alfred Joseph Heinrich (1795–1872)[A 3]

## Verschwörungsmythen
Adam Weishaupt wurde als Gründer der Illuminaten ein fester Bestandteil spekulativer Verschwörungstheorien, die besonders in rechts-konservativen Gruppen in den Vereinigten Staaten Verbreitung finden. Diesen zufolge soll Weishaupt nach dem Verbot der Illuminaten im Geheimen weitergemacht und mit französischen Freimaurerkreisen Kontakt gehabt haben. Heute gibt es wenige bekannte Vereinigungen, denen nicht unterstellt wurde, durch Illuminaten infiltriert zu sein oder selbst die Illuminaten-Nachfolger zu sein. Urheber dieser Theorien, die den feindlichen Aussagen der katholischen Kirche gegenüber den Illuminaten ähneln, war Anfang des 19. Jahrhunderts der ehemalige Jesuit Abbé Barruel. Diese Theorien trugen maßgeblich zu Adam Weishaupts Popularität bei. In rechtsextremen Verschwörungstheorien findet man seit dem späteren 19. Jahrhundert auch die Aussage, Adam Weishaupt wäre Jude gewesen und hätte die Protokolle der Weisen von Zion geschrieben.
In der Romantrilogie Illuminatus! von Robert Anton Wilson und Robert Shea werden auch verschiedene Theorien in parodistischer Absicht aufgestellt.

## Werke
- Oratio panegyr. quam in laudem Egolphi a Knoeringen, episcopi quondam Augustani... Ingolstadt 1768 (Digitalisat).
- De Lapsu Academiarum Commentatio Politica. Seybold. Pappenhem 1775 (Digitalisat).
- [Anonym] Vollständige Geschichte der Verfolgung der Illuminaten in Bayern. Erster Band nebst Beylagen und Materialien für den folgenden Band. Grattenauer, Frankfurt / Leipzig 1786, Google Books.
- [Anonym] Apologie der Illuminaten. Grattenauer, Frankfurt / Leipzig 1786, Digitalisat Göttingen, Google Books [Das Buch ist zwar anonym publiziert, doch schreibt Weishaupt im ersten Teil gegen Utzschneider mit Wissen, das nur er einbringen kann und in der Beylage A gegen Cosandey als „ich“ unterzeichnet mit Gothaer Titel, und Lokalisierung Regensburg 19. Juli 1786].
- [Anonym] Schilderung der Illuminaten. Gegenstück von Nr. 15. des Grauen Ungeheuers. Nürnberg 1786 (Digitalisat).
- Über Materialismus und Idealismus. Grattenauer, Nürnberg 1786.
  - Über Materialismus und Idealismus zweyte ganz umgearbeitete Auflage. Grattenauer, Nürnberg 1787, Google Books.
- Über den Schrecken des Todes. Grattenauer, Nürnberg Google Books.
- Einleitung zu meiner Apologie. Grattenauer, Frankfurt / Leipzig 1787, Google Books.
- Kurze Rechtfertigung meiner Absichten. Zur Beleuchtung der neuesten Originalschriften. Grattenauer, Frankfurt / Leipzig 1787, Google Books.
- Nachtrag zur Rechtfertigung meiner Absichten. Grattenauer, Frankfurt / Leipzig 1787, Google Books.
- Hrsg.: Das verbesserte System der Illuminaten mit allen seinen Einrichtungen und Graden. Grattenauer, Frankfurt / Leipzig 1787, Digitalisat Archive.org, Google Books
- Apologie des Misvergnügens und Uebels. Frankfurt / Leipzig 1787, Google Books – BSB.
  - Apologie des Misvergnügens und Uebels, 2. vermehrte ganz umgearbeitete Auflage, 2. Theil. Frankfurt / Leipzig 1790, Google Books Rezensiert in Allgemeine Literatur-Zeitung (1790), UrMEL.
- Nachtrage von weitern Originalschriften, welche die Illuminatensekte überhaupt, sonderbar aber den Stifter derselben Adam Weishaupt, betreffen, und bey der auf dem Baron Bassusischen Schloß zu Sandersdorf, einem bekannten Illuminaten-Neste, vorgenommenen Visitation entdeckt, sofort auf Churfürstlich höchsten Befehl gedruckt und zum geheimen Archiv genommen worden sind … München 1787.
- Geschichte der Vervollkommnung des menschlichen Geschlechtes, 1. Theil. Grattenauer, Frankfurt / Leipzig 1788,  Google Books.
- Über die Gründe und Gewißheit der Menschlichen Erkenntniß. Grattenauer, Nürnberg 1788, fragmentarisch Google Books.
- Über die Kantischen Anschauungen und Erscheinungen. Grattenauer, Nürnberg 1788, Google Books.
- Zweifel über die Kantischen Begriffe von Zeit und Raum. Grattenauer, Nürnberg 1788, Digitalisat Hathi Trust, Google Books.
- Court de Gebelin: Saturn, Mercur und Hercules, drey morgenländische Allegorien, übersetzt und eingeleitet von Adam Weishaupt. Montag, Regensburg 1789, Google Books.
- Das Leben Adams nebst einem Gedicht von Herrn Hofrath Weishaupt. Der sterbende Adam. 1790, Google Books. Weishaupt ist hier nur vermuteter Autor des Gedichts. Die authentische Ausgabe erschien unter der Autorschaft Gorg Franz Xaver Sutors, der dabei einen Prosatext – die Übersetzung der italienischen Vorlage von Giovanni Francesco Loredano herausgab und das Gedicht mit den Initialen Weishaupts diesem zuordnete: Google Books.
- Pythagoras, oder Betrachtungen über die geheime Welt- und Regierungskunst. Erster Band, Abschnitte 1 und 2. Frankfurt / Leipzig 1790, Google Books, BSB.
- Über Wahrheit und sittliche Vollkommenheit. Montag und Weißische Buchhandlung, Regensburg 1793 (Digitalisat).
- Ueber den allegorischen Geist des Alterthums. Nach dem Französischen von Adam Weishaupt, Herzoglich Sachsen Gothaischem Hofrathe, 2. Aufl. Montag / Weiß, Regensburg 1794, Google Books.
- Über die Lehre von den Gründen und Ursachen aller Dinge. Montag / Weiß, Regensburg 1794, Google Books.
- Über die Selbsterkenntnis, ihre Hindernisse und Vorteile. Montag / Weiß, Regensburg 1794, Google Books.
- Adolf Christian Grolmann (Hrsg.): Die neuesten Arbeiten des Spartacus (d. i. Adam Weishaupt) und Philo (d. i. Adolph Freiherr von Knigge) in dem Illuminaten-Orden. Frankfurt 1793, Google Books [Gradsystem].
  - Adolf Christian Grolmann (Hrsg.): Die neuesten Arbeiten des Spartacus (d. i. Adam Weishaupt) und Philo (d. i. Adolph Freiherr von Knigge) in dem Illuminaten-Orden […]. 1794, 90 S. Google Books.
  - Adolf Christian Grolmann (Hrsg.): Die neuesten Arbeiten des Spartacus (d. i. Adam Weishaupt) und Philo (d. i. Adolph Freiherr von Knigge) in dem Illuminaten-Orden […]. 1794, 84 S. Google Books.
- [Anonym] Illuminatus dirigens, oder schottischer Ritter. Ein Pendant zu der nicht unwichtigen Schrift Die neuesten Arbeiten des Spartacus und Philo in dem Illuminaten-Orden. München 1794, Google Books.
- Philo an die versammelten Repräsentanten des Wirtembergischen Volks. Nebst einer Trostrede an die Märtyrer ihrer Grundsätze von Spartagus. Wirtemberg 1797, Google Books.
- Über Wahrheit und Vollkommenheit. Band 3: Über die Zwecke oder Finalursachen. Montag / Weiß, Regensburg 1797, Google Books.
- Über die Hindernisse der baierischen Industrie und Bevölkerung Aus des Freiherrn von Zachs Monatlicher Correspondenz zur Beförderung der Erd- und Himmelskunde, Januar-Stück 1802 abgedruckt (1802), Google Books.
- Die Leuchte des Diogenes. Montag / Weiß, Regensburg 1804, Google Books.
- Über die Staats-Ausgaben und Auflagen. Ein philosophisch-statistischer Versuch. o. O. 1817, Google Books.
  - mit Konrad Frohn: Über die Staats-Ausgaben und Auflagen. Ein philosophisch-statistischer Versuch. Mit Gegenbemerkungen von Dr. Konrad Frohn. Storno, Landshut 1819, Google Books.
- Über das Besteuerungs-System. o. O. 1819 (Digitalisat).